# Dungsia
Dungsia é um gênero botânico pertencente à família das orquídeas (Orchidaceae). Este possui três espécies e um híbrido natural, todas nativas da região Sudeste do Brasil e tradicionalmente classificadas como Laelia. Muito próximo a Hoffmannseggella diferenciando-se por possuirem pseudobulbos cilíndricos com uma folha lanceolada no ápice, e inflorescências mais curtas do que as folhas. O nome deste gênero é uma homenagem ao botânico Fritz Dungs, coautor de Orchidaceae Brasilienses.
O gênero Dungsia foi proposto por Guy R. Chiron & [V.P.Castro, em Richardiana 2(1): 11, em 2002. A Dungsia harpophylla é a espécie tipo deste gênero, originalmente descrita por Reichenbach como Laelia harpophylla. 
Dungsia é um gênero composto por apenas três espécies epífitas, de crescimento subcespitoso, um tanto quanto escandente, que existem na Mata Atlântica, principalmente nos estados brasileiros de Minas Gerais, Espírito Santo e Bahia.
São plantas com pseudobulbos cilíndricos, unifoliados. folhas coriáceas, rígidas, recurvadas, longamente lanceoladas. inflorescência racemosa, normalmente mais curta que as folhas, multiflora, com flores simultâneas.
As flores são estreladas, com pétalas oblongo-lanceoladas ou mesmo elípticas, de cor alaranjada ou amarela; sépalas do mesmo tamanho e cor das pétalas, as laterais falciformes ou elípticas e a dorsal lanceolada. labelo trilobado, os lobos laterais envolvendo completamente a coluna, e o mediano longo, recurvado para baixo e encrespado. A cor do labelo pode apresentar-se um pouco mais clara que a dos outros segmentos, mas normalmente acompanha o mesmo tom.
Suas flores são muito parecidas com as do gênero que aqui tratamos como Hoffmannseggella, porém destas as Dungsia diferem por serem sempre plantas epífitas de pseudobulbos mais finos e alongados. Alguns taxonomistas preferem subordinar todas essas espécies ao gênero Cattleya. Recomendamos a leitura do texto sobre este gênero onde, para evitar repetições, explicamos suas razões e também sua filogenia.

## Espécies
Lista de espécies seguida de seus respectivos sinônimos.
- Dungsia harpophylla (Rchb.f.) Chiron & V.P.Castro
  - Hoffmannseggella harpophylla (Rchb.f.) H.G.Jones
  - Laelia geraensis Barb. Rodr.
  - Laelia harpophylla Rchb.f. (*)
  - Laelia harpophylla Rchb.f. var. xanthina Pabst
  - Sophronitis harpophylla (Rchb.f.) Van den Berg & M.W.Chase
  - Cattleya harpophylla (Rchb.f.) Van den Berg
  - Dungsia brevicaulis (H.G.Jones) Chiron & V.P.Castro
  - Hoffmannseggella brevicaulis H.G.Jones (*)
  - Laelia brevicaulis (H.G.Jones) Withner
  - Sophronitis brevicaulis (H.G.Jones) Van den Berg & M.W.Chase
  - Cattleya brevicaulis (H.G.Jones) Van den Berg
- Dungsia kautskyi (Pabst ex Pabst) Chiron & V.P.Castro
  - Hoffmannseggella kautskyi (Pabst ex Pabst) H.G.Jones
  - Laelia kautskyana Pabst nom. illeg.
  - Laelia kautskyi Pabst ex Pabst (*)
  - Sophronitis kautskyi (Pabst ex Pabst) Van den Berg & M.W.Chase
  - Cattleya kautskyi (Pabst ex Pabst) Van den Berg
- Dungsia marcaliana Campacci & Chiron (*)
  - Sophronitis marcaliana (Campacci & Chiron) Van den Berg & M.W.Chase
  - Cattleya marcaliana (Campacci & Chiron) Van den Berg

## Híbrido natural
Híbrido natural infragérico seguido de seus sinônimos.
- Dungsia × gerhard-santosii (Pabst ex Pabst) Chiron & V.P.Castro (D. harpophylla × D. kautskyi)
  - Laelia × gerhard-santosii Pabst ex Pabst (*)
  - Sophronitis × gerhard-santosii (Pabst ex Pabst) Van den Berg & M.W.Chase
  - Cattleya × gerhard-santosii (Pabst ex Pabst) Van den Berg